# Montboucher
 Montboucher  es una localidad y comuna de Francia, en la región de Lemosín, departamento de Creuse, en el distrito de Guéret y cantón de Bourganeuf.
Su población en el censo de 1999 era de 344 habitantes.
Está integrada en la Communauté communes de Bourganeuf-Royère-de-Vassivière.

## Demografía
| 180 | 215 | 201 | 609 | 849 | 854 | 908 | 839 | 838 | 797 | 801 | 869 | 836 | 830 | 959 | 934 | 936 | 956 | 924 | 918 | 838 | 825 | 741 | 763 | 677 | 629 | 546 | 484 | 428 | 377 | 356 | 344 |
| Para los censos de 1962 a 1999 la población legal corresponde a la población sin duplicidades (Fuente: INSEE [Consultar]) |     |     |     |     |     |     |     |     |     |     |     |     |     |     |     |     |     |     |     |     |     |     |     |     |     |     |     |     |     |     |     |